# ویشنگوو (شهرستان مواوا)
ویشنگوو (به لاتین: Wiśniewo) یک روستا در لهستان است که در گمینا ویشنگوو واقع شده‌است.